# Nepomuk (nombre)
Nepomuk es un nombre propio masculino de origen checo y frecuentemente forma parte del nombre compuesto Jan Nepomuk (en español, Juan Nepomuceno). El nombre procede de San Juan Nepomuceno, así llamado por haber nacido en la localidad checa de Nepomuk.
El hipocorístico alemán de Nepomuk es Pumuckl. Este hipocorístico es conocido por ser el nombre de un personaje de un programa infantil de televisión alemana, un kóbold (una especie de duende) pelirrojo. En español se adaptó como Pumuki.

## Personas
- Johann Nepomuk David (1895–1977), compositor austriaco.
- Johann Nepomuk Geiger (1805–1880), pintor e ilustrador.
- Johann Nepomuk Hummel (1778–1837), compositor y pianista.
- Johann Nepomuk Mälzel (1772–1838), inventor y mecánico.
- Johann (Nepomuk Eduard Ambrosius) Nestroy (1801–1862), cantante, dramaturgo y satirista austriaco.
- Johann Nepomuk Rust (1775–1840), cirujano general prusiano y presidente del Curatorio Real de Asuntos Hospitalarios.
- Johann Nepomuk Schelble (1789–1837), director, cantante y pedagogo alemán.
- Johann Nepomuk Graf Wilczek (1837–1922), explorador y mecenas de arte austriaco.
- Johannes Nepomuk Neumann (1811–1860), Obispo de Filadelfia.
- Maximilian Nepomuk Mutzke (* 1981), cantautor alemán.

- Datos: Q262776
- Multimedia: Nepomuk (given name) / Q262776